# خانواده من
خانواده من (انگلیسی: My Family) یک مجموعه تلویزیونی است که از شبکه بی‌بی‌سی وان بریتانیا پخش می‌شد.
این مجموعه تلویزیونی از سال ۲۰۰۰ تا ۲۰۱۱ در یازده اپیزود، پخش شد.